# الجمعية الوطنية التايلندية

شعار الجمعية الوطنية التايلاندية

الجمعية الوطنية التايلندية أو برلمان تايلاند (بالتايلندية: รัฐสภา) وتنطق بالتايلاندية راتاسافا هي السلطة التشريعية في تايلاند وتتألف من مجلسين هما: مجلس الشيوخ ومجلس النواب وتتكون الجمعية بإجمالي 650 عضوا بحيث 500 مقعد لمجلس النواب و 150 مقعدا لمجلس الشيوخ. تم إنشاء الجمعية الوطنية التايلاندية في عام 1932 بعد الثورة التايلاندية واعتماد دستور تايلاند لعام 1932 الذي حول المملكة التايلاندية من النظام الملكي المطلق إلى النظام الملكي الدستوري ويقع مركز الجمعية الوطنية التايلاندية في العاصمة التايلاندية بانكوك.

## التكوين
الجمعية الوطنية لمملكة تايلاند هي هيئة تشريعية من مجلسين تتكون من مجلس الشيوخ ومجلس النواب. تضم الجمعية مجتمعة 750 عضوًا، تم انتخاب 500 منهم مباشرة من خلال انتخابات عامة (500 نائب في مجلس النواب). ويشمل الآخرون جميع أعضاء مجلس الشيوخ الـ 250 الذين يعينهم الجيش. تتبع غالبية الانتخابات في تايلاند نظام ما بعد المناصب الأول الذي يستخدم في انتخابات 375 عضوًا في مجلس النواب. يتم انتخاب الأعضاء الـ 125 المتبقين في المجلس عن طريق التمثيل النسبي لقائمة الحزب.
والبرلمان التايلاندي ذكور بأغلبية ساحقة بنسبة 95 في المائة. تمثيل النساء هو خمسة في المئة، من بين أدنى المعدلات في العالم. ويبلغ المتوسط الآسيوي 20 في المائة بينما يبلغ المتوسط العالمي للبرلمانيات 24 في المائة. وكلها تقل عن نسبة 30 في المائة التي تعتبرها هيئة الأمم المتحدة للمرأة مرضية.

### مجلس الشيوخ
مجلس الشيوخ يسمى مجلس الشيوخ في تايلاند. الغرفة غير حزبية ولها سلطات تشريعية محدودة. ويتألف مجلس الشيوخ من 250 عضوًا معينًا يعينهم الجيش الملكي التايلاندي. ولاية في مجلس الشيوخ ست سنوات. يمنع الأعضاء من شغل أي منصب إضافي أو عضوية في الأحزاب السياسية.

### مجلس النواب
مجلس النواب يسمى مجلس النواب التايلندي. تتكون الغرفة من 375 عضوًا من انتخابات دائرة انتخابية واحدة و 125 عضوًا من «التمثيل النسبي» حسب قوائم الأحزاب، كما هو مدون في دستور تايلاند لعام 2007. «التمثيل النسبي» في تايلاند هو التصويت الموازي، «الأغلبية الأعضاء المختلطة». هذا هو المكان الذي يتم فيه توزيع المقاعد الـ 125 على الأحزاب السياسية وفقًا للتصويت الشعبي «التمثيل النسبي» الذي يحصل عليه كل حزب. لكل ناخب مؤهل في تايلاند في انتخابات عامة صوتان. الأول هو لدائرة انتخابية. التصويت الثاني للحزب الذي يفضله الناخب. ثم تضاف الفئة الثانية وتنقسم النتائج إلى ثماني مناطق انتخابية. يتم انتخاب المقاعد الـ 375 الأخرى مباشرة على أساس الدائرة الانتخابية. مدة المجلس أربع سنوات، ومع ذلك، يمكن أن يحدث حل في أي وقت.

### الانتخابات
تُجرى الانتخابات في تايلاند بموجب الاقتراع العام؛ ومع ذلك، يتم تطبيق بعض القيود: يجب أن يكون الناخب مواطنًا تايلنديًا (إذا لم يكن بالولادة ثم بكونه مواطنًا لمدة 5 سنوات)، يجب أن يكون عمره أكثر من 18 عامًا قبل إجراء الانتخابات، ويجب أن يكون قد سجل قبل 90 يومًا الانتخابات. والممنوعون من التصويت في انتخابات مجلس النواب هم: أعضاء السانغا أو رجال الدين، والمعلقون من الامتياز لأسباب مختلفة، والمحتجزون بموجب أوامر قانونية أو قضائية، وأولئك الذين ليس لديهم عقل سليم أو عجز عقلي. التصويت في تايلاند إلزامي.

## البرلمان

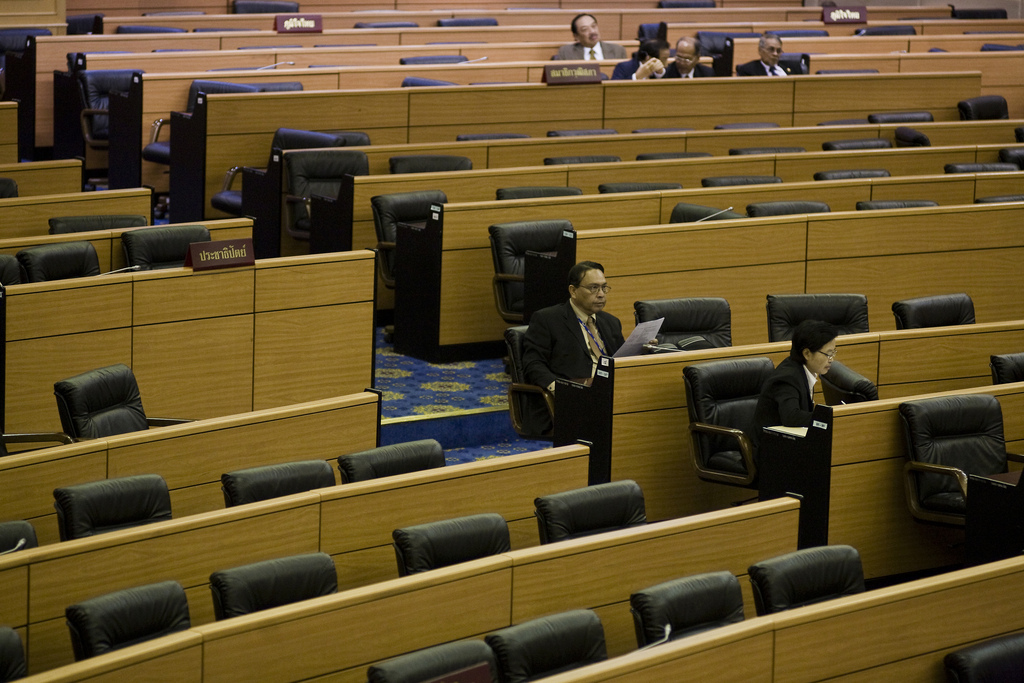
مكاتب فارغة أثناء الجلسة.

اجتمعت الهيئة التشريعية في الفترة من 28 يونيو 1932 إلى 1974 في قاعة عرش أنانتا ساماخوم. بعد الانتخابات الأولى للجمعية الوطنية في عام 1933 ، أعطى الملك برجاديبوك قاعة العرش لاستخدام السلطة التشريعية. ولكن على مر السنين ازداد تكوين الجمعية وأصبحت قاعة العرش أصغر من أن تستوعب جميع المشرعين وأمانتها. بذلت ثلاث محاولات لبناء مبنى جديد. فشل كل منها لأنه تم إنهاء الحكومة في السلطة قبل أن يتم تخصيص الميزانية.
المرة الرابعة، مع ذلك، كانت ناجحة، بمساعدة الملك بوميبول أدولياديج الذي خصص للجمعية الوطنية الملكية الملكية مباشرة شمال قاعة العرش مباشرة لموقع مبنى البرلمان الجديد. بدأ البناء في 5 نوفمبر 1970 بميزانية قدرها 51.027.360 بات. يتكون مجمع مجلس النواب الجديد من ثلاثة مبان:-
- المبنى الأول، أو مبنى البرلمان، هو ثلاث طوابق تحتوي على غرفة اجتماعات الجمعية الوطنية. الغرفة مشتركة بين كل من مجلس الشيوخ ومجلس النواب. كما تحتوي على مكاتب رئيس ونائب رئيس الجمعية الوطنية ونواب آخرين لرئيس.
- المبنى الثاني عبارة عن مبنى مكون من سبعة طوابق يحتوي على سكرتارية ومكاتب الجمعية الوطنية بالإضافة إلى مطبعتها.
- المبنى الثالث عبارة عن مبنى مكون من طابقين يستخدم لنادي البرلمان، مع تسهيلات لأعضاء الجمعية.

تم استخدام مبنى البرلمان لأول مرة في 19 سبتمبر 1974. أصبحت قاعة عرش أنانتا ساماخوم مبنى تاريخيًا وطنيًا وأعيدت إلى الملك كجزء من قصر دوسيت. منذ ذلك الحين أصبح مبنى البرلمان المبنى الأساسي المستخدم للجمعية الوطنية. يقام الآن حفل افتتاح الدولة فقط في قاعة العرش.
في 29 يوليو 2008، خصصت الجمعية الوطنية أموالاً جديدة لبناء مجلس برلماني جديد وأكبر. اعتبارًا من ديسمبر 2008، تم تحديد موقع تابع الجيش الملكي التايلاندي على أنه موقع مجمع جديد، ولكن لم يتم اتخاذ أي إجراء آخر.
في عام 2013، أكدت الجمعية الوطنية أن الجمعية الوطنية ستنتقل إلى مبنى البرلمان الجديد.

## التاريخ

### التأسيس
قبل عام 1932، لم تكن مملكة سيام تمتلك هيئة تشريعية، حيث أن جميع السلطات التشريعية كانت منوطة بشخص الملك. كان هذا هو الحال منذ تأسيس مملكة سوخوثاي في القرن الثاني عشر، حيث كان يُنظر إلى الملك على أنه «دهارماراجا» أو «الملك الذي يحكم وفقًا لدارما» (قانون البر البوذي). ومع ذلك، في 24 يونيو 1932، قامت مجموعة من المدنيين والضباط العسكريين، يطلقون على أنفسهم خانا راتسادون (أو حزب الشعب) بثورة غير دموية، انتهت فيها 150 عامًا من الحكم المطلق لبيت شاكري. وبدلاً من ذلك، دعت المجموعة إلى ملكية دستورية مع هيئة تشريعية منتخبة.
أنشأت «مسودة الدستور» لعام 1932 التي وقعها الملك براجاديبوك أول هيئة تشريعية في تايلاند، وهي مجلس الشعب الذي يضم 70 عضوًا معينًا. اجتمعت الجمعية لأول مرة في 28 يونيو 1932، في قاعة أناندا ساماخوم العرش. قرر خانا راتسادون أن الناس لم يكونوا مستعدين بعد لجمعية منتخبة، ثم غيروا رأيهم فيما بعد. في الوقت الذي دخل فيه الدستور «الدائم» حيز التنفيذ في ديسمبر من ذلك العام، كان من المقرر إجراء الانتخابات في 15 نوفمبر 1933. غير الدستور الجديد تكوين الجمعية إلى 78 منتخبة مباشرة وعين 78 (من قبل خانا راتسادون)، مجتمعة معًا 156 عضوا.

### بعد الحرب العالمية الثانية حتى الهيمنة العسكرية
بعد الحرب العالمية الثانية، صدر دستور جديد في عام 1946 في ظل حكومة بريدي بانوميونج. يعتبر الدستور الأكثر ديمقراطية في تايلاند وتم إنشاؤه لأول مرة هيئة تشريعية من مجلسين: مجلس الشيوخ ومجلس النواب. وللمرة الأولى والأخيرة أيضًا، دعا الدستور إلى مجلس شيوخ منتخب بالكامل (وإن كان بشكل غير مباشر) ومجلس النواب. مجلس الشيوخ لمدة ست سنوات والمجلس إلى أربع سنوات. تم رفع الحظر المفروض على الأحزاب السياسية وعقدت أول انتخابات كاملة في عام 1946. ومع ذلك، في عام 1947 ألغى انقلاب عسكري الدستور واستبدل به بميثاق عام 1947 «المؤقت» ثم ميثاق «دائم» في عام 1949 احتفظ الدستور الجديد بمجلس النواب، لكنه أنشأ مجلس الشيوخ المكون من 100 عضو معين مباشرة من قبل الملك.
في 5 يونيو 1949 ، أصبحت أورابين تشياكان أول امرأة يتم انتخابها لشغل منصب في الجمعية الوطنية في تايلاند (على وجه التحديد، مجلس النواب).

### الهيمنة العسكرية
استمر هذا الميثاق حتى عام 1957 عندما قام الجيش مرة أخرى بانقلاب وأنشأ جمعية وطنية معينة مكونة من 123 عضوًا، 103 منهم من الجيش أو الشرطة. في عام 1959 قام المشير ساريت ثانارات بانقلاب آخر هذه المرة ألغى الجمعية الوطنية تمامًا. في عام 1969 في ظل ثانوم كيتيكاتشورن عادت الجمعية الوطنية، هذه المرة مع مجلس يضم 219 عضوًا ومرة أخرى مجلس الشيوخ المعين بشكل ملكي. استمر هذا حتى عام 1972 عندما أطاح ثانوم بحكومته وحكم البلاد من خلال مجلس تنفيذي وطني. تحت الضغط أعاد ثانوم الجمعية التشريعية الوطنية المعينة المكونة من 299 عضوًا، والتي كانت 200 عضوًا في الجيش.
في عام 1974، تم إسقاط قاعدة «الطغاة الثلاثة» (كما أصبحت ولاية تانوم معروفة). تم إصدار دستور جديد، هذه المرة يتأرجح السلطة مرة أخرى إلى المجلس التشريعي من خلال إنشاء هيئة تشريعية من مجلسين مع مجلس منتخب ومجلس الشيوخ المعين من قبل مجلس النواب. في غضون عامين، ألغى الجيش بقيادة ثانين كريفيتشين الدستور مرة أخرى وقام بتركيب جمعية وطنية أحادية الغرفة مكونة من 360 عضوًا.
بحلول عام 1978، أعاد كريانجساك شاماناند (الذي خلف تانين في عام 1977) الهيئة التشريعية المكونة من مجلسين من خلال مجلس منتخب مكون من 301 عضو ومجلس الشيوخ المكون من 225 عضوًا الذي عينه رئيس الوزراء. استمر هذا الترتيب لما يقرب من 13 عامًا حتى أطاح قائد الجيش العام سوشيندا كرابراون بحكومة تشاتشاي تشونهافان في عام 1991 وأعاد الجمعية الوطنية المعينة من مجلس واحد مع 292 عضوًا. غير أن انتفاضة مايو الأسود أسقطت حكم سوشيندا، مما أدى إلى الإطاحة بالجيش وصياغة دستور جديد.

### الحاضر
أعاد دستور عام 1997 أو «دستور الشعب» تايلاند إلى الديمقراطية من خلال جمعية وطنية تتكون من 500 عضو منتخب (400 مباشرة، 100 حسب قوائم الأحزاب) ومجلس نواب منتخب من 200 عضو. استمر هذا الترتيب لما يقرب من عشر سنوات. ألغى الدستور في أعقاب انقلاب 2006 من قبل الجيش تحت قيادة الجنرال سونتي بونياراتجلين. في عام 2007، عين الجيش الجمعية التشريعية الوطنية لصياغة الدستور الجديد. تم اعتماد هذه النسخة في نهاية المطاف بعد الموافقة عليها من خلال استفتاء في عام 2007. تم إلغاء هذا الدستور في نهاية عام 2013 مع سقوط حكومة ينجلوك شيناواترا. اعتبارًا من عام 2016 تخضع البلاد للدستور المؤقت لعام 2014 في تايلاند. يُجرى استفتاء على دستور جديد في أغسطس 2016. بعد الموافقة عليه من خلال استفتاء عام 2016، في 6 أبريل 2017، تمت الموافقة على الدستور الجديد رسميًا من قبل جلالة الملك فاجيرالونكورن في حفل إصدار دستور 2017.

## وصلات خارجية
- الموقع الإلكتروني للجمعية الوطنية التايلاندية